# 长江农场
长江农场是中華人民共和國上海市崇明區歷史上的一個國營農場，长江农场原先总面积41.3平方公里，耕地面积33487亩，一度是崇明人口最多、地域最大的国营农场。現該地域位於東平鎮境內。
长江农场地域原本為百万沙。1959年冬至1964年间，百万沙四次围垦，分别建立东平农场、静安区畜牧场、南市区畜牧场和上海市工业机关畜牧场。1963年底，3个畜牧场合并为百万沙农场。1965年5月，东平农场的一、二大队及三大队的部分生产队并入百万沙农场。1966年秋，百万沙农场改名為东方红农场。 1972年7月1日，更名為長江農場。
2001年，长江农场實行政企分开，同年4月成立上海市长江地区社区管理委员会。另有上海农工商集团长江总公司。2004年9月17日，上海农工商集团东旺总公司、前进总公司、东风总公司、向明总公司及长江总公司共同组成光明食品集团上海长江总公司，為光明食品（集团）有限公司下属企业。